# Nares-strædet
Nares-strædet (engelsk: Nares Strait) er et stræde mellem Ellesmere Island (den nordligste del af Nunavut i Canada) og Grønland. Den forbinder Baffinbugten i Atlanterhavet med Lincolnhavet i Ishavet. Fra syd til nord består strædet af Smith Sund, Kane Bassin, Kennedykanalen, Hall Bassin og Robesonkanalen.
Danmark og Canada blev 1964 enige om officielt at opkalde strædet efter den britiske søfarer, admiral og polarforsker George Nares. Nares havde ved en ekspedition i 1875 og 1876 modbevist Teorien om det isfrie Nordpolarhav.
Strædet og de i nærheden beliggende farvande er normalt et risikofyldt område for skibsfarten. Kun i august er det muligt med specialskibe at sejle i området. Før 1948 lykkedes det kun fem skibe at sejle gennem strædet.
Hans Ø, der er en vindomsust ø i strædet, som både Canada og Danmark gør krav på, da den kan blive vigtig, hvis der åbnes for en søvej nord om Canada til Stillehavet. Man formoder også at der kan være naturrigdomme i form af olie, gas og mineraler i området. Efter uenigheden tog til i sommeren 2005 har landene siden holdt en række forhandlingsmøder om sagen. Øen kan få betydning for de havretslige forhold i farvandet mellem Canada og Grønland, såfremt fremtidige klimaændringer medfører øget besejling i Nordvestpassagen og Det Nordlige Ishav.
Det vestligste punkt på Grønland, Kap Alexander, ligger ud til Nares-strædet. 